# Alfa 2-makroglobulin
Alfa-2-makroglobulin även känt som α2-makroglobulin och ibland förkortat som α2M eller A2M är ett stort plasmaprotein i blodet. Det produceras huvudsakligen av levern men syntetiseras även lokalt av makrofager, fibroblaster och adrenokortikala celler. Det är en huvudkomponent i alfa-2-bandet vid proteinelektrofores. Hos människor kodas det av A2M-genen.
α2-makroglobulin fungerar som ett antiproteas och kan inaktivera en stor mängd proteinaser. Det fungerar som en hämmare av fibrinolys genom att hämma plasmin och kallikrein. Det fungerar som en hämmare av koagulering genom att hämma trombin. α2-makroglobulin kan fungera som ett bärarprotein eftersom det också binder till många tillväxtfaktorer och cytokiner, såsom trombocythärledd tillväxtfaktor, grundläggande fibroblasttillväxtfaktor, TGF-β, insulin och IL-1β.

## Struktur
Humant α2-makroglobulin består av fyra identiska underenheter bundna av -S-S-bindningar. Förutom tetramera former av α2-makroglobulin har dimeriska och på senare tid monomera αM-proteashämmare identifierats.
Varje monomer av humant α2-makroglobulin består av flera funktionella domäner, inklusive makroglobulindomäner, en tiolesterinnehållande domän och en receptorbindande domän. Sammantaget är α2-makroglobulin det största stora icke-immunglobulinproteinet i human plasma.
Aminosyrasekvensen för α2-makroglobulin har visat sig vara 71 procent densamma som för graviditetszonproteinet PZP, även känt som graviditetsassocierat α2-makroglobulin.

## Funktion
α-makroglobulinfamiljen (αM) av proteiner inkluderar proteashämmare, kännetecknad av den humana tetramera α2-makroglobulin (α2M). De tillhör MEROPS proteinashämmare familj I39, klan IL. Dessa proteashämmare delar flera definierande egenskaper, som inkluderar 
(1) förmågan att hämma proteaser från alla katalytiska klasser,
(2) närvaron av en "beteregion" (även känd som en sekvens av aminosyror i en α2-makroglobulinmolekyl, eller ett homologt protein, som innehåller scissila peptidbindningar för de proteinaser som den hämmar) och en tiol ester,
(3) en liknande proteashämmande mekanism och
(4) inaktivering av den hämmande kapaciteten genom reaktion av tiolester med små primära aminer.
αM-proteashämmare hämmar genom steriskt hinder. Mekanismen involverar proteasklyvning av betesområdet, ett segment av αM som är särskilt mottagligt för proteolytisk klyvning, vilket initierar en konformationsförändring så att αM kollapsar om proteaset. I det resulterande αM-proteaskomplexet är det aktiva stället för proteaset steriskt avskärmat, vilket väsentligt minskar tillgången till proteinsubstrat. Ytterligare två händelser inträffar som en följd av klyvning i betesområdet, nämligen 
(1) h-cysteinyl-g-glutamyltiolestern blir mycket reaktiv och
(2) en större konformationsförändring exponerar en bevarad COOH-terminal receptorbindningsdomän (RBD).
RBD-exponering gör att αM-proteaskomplexet kan binda till rensningsreceptorer och avlägsnas från cirkulationen. Tetramera, dimera och på senare tid monomera αM-proteashämmare har identifierats.
α2-makroglobulin kan inaktivera en stor mängd proteinaser såsom serin-, cystein-, asparaginsyra- och metalloproteinaser. Det fungerar som en hämmare av fibrinolys genom att hämma plasmin och kallikrein. Det fungerar som en hämmare av koagulering genom att hämma trombin. α2-makroglobulin har i sin struktur en 35 aminosyra "bete"-region. Proteinaser som binder och klyver betesområdet blir bundna till α2M. Proteinas-α2M-komplexet känns igen av makrofagreceptorer och rensas från systemet.

Fibrinolys (förenklad). Blå pilar betecknar stimulering och röda pilar hämning.

α2-makroglobulin är känt för att binda zink, liksom koppar i plasma, ännu starkare än albumin, och som sådant är det också känt som transcuprein. 10 till 15 procent av koppar i human plasma kelateras av α2-makroglobulin.

## Sjukdom
α2-makroglobulinnivåerna ökar när serumalbuminnivåerna är låga, vilket oftast ses vid nefrotiskt syndrom, ett tillstånd där njurarna börjar läcka ut några av de mindre blodproteinerna. På grund av sin storlek behålls α2-makroglobulin i blodomloppet. Ökad produktion av alla proteiner innebär α2-makroglobulinkoncentrationen ökar. Denna ökning har liten negativ effekt på hälsan, men används som en diagnostisk ledtråd.
En vanlig variant (29,5 procent) (polymorfism) av α2-makroglobulin leder till ökad risk för Alzheimers sjukdom.
α2-makroglobulin binder till och tar bort de aktiva formerna av gelatinaset (MMP-2 och MMP-9) från cirkulationen via scavengerreceptorer på fagocyterna.